# Falset
Falset ist eine katalanische Stadt in der Provinz Tarragona im Nordosten Spaniens. Sie ist der Hauptort der Comarca Priorat.

## Geographische Lage
Falset liegt etwa 35 Kilometer westlich von Tarragona.

## Wirtschaft
Wesentliche Wirtschaftszweig der Stadt ist der Weinbau. (→ Priorat (Weinbaugebiet)).

## Sehenswürdigkeiten
Die Weinkellerei der Genossenschaft wurde von Cèsar Martinell im Stil einer „Wein-Kathedrale“ erbaut.

## Söhne und Töchter der Stadt
- Eduard Alentorn, Bildhauer, * 5. Dezember 1855 in Falset, † 7. September 1920 in Manresa
- Esteve Pi, Jazzmusiker, * 5. August 1977 in Falset